# Galeries.nl
Galeries.nl was een Nederlandse website over beeldende kunst, galeries en kunstenaars, opgezet door uitgever en kunstkenner Benno Tutein Nolthenius (1952).
Galeries en kunstenaars konden een eigen webpagina aanmaken en bijhouden. Voorts was er een agenda met kunst-evenementen. Vanaf 2002 werden er onder het motto "Kunst van de Dag" blog-artikelen geschreven door Tutein Nolthenius, Alex de Vries en anderen. Alternatieve domeinnamen, die naar dezelfde pagina's leidden waren artnet.nu en kunstnet.nu. Volgens de omroeporganisatie VPRO was Galeries.nl, met drie miljoen pageviews per maand in 2011, de meest bezochte Nederlandse website over kunst.
De gehele inhoud van de website werd op 30 september 2017 gedeactiveerd. Er was nog één pagina over waarop Tutein Nolthenius, die enkele maanden eerder 65 jaar oud was geworden, de geschiedenis beschreef en zijn beslissing motiveerde.
Jeroen Bosch, beeldend kunstenaar en al sinds 1997 actief op internet meldde op het blog Trendbeheer: "Een van de oudste werkende websites over beeldende kunst gooit de handdoek in de ring."